# 소승 (전한)
소승(蕭勝, ? ~ ?)은 전한 중기의 관료로, 개국공신 소하의 증손이다.

## 행적
경제 7년(기원전 150년), 봉상에 임명되었고 이듬해에는 아버지 소가의 뒤를 이어 무양후(武陽侯)에 봉해졌다.
원삭 2년(기원전 127년), 불경죄로 예신에 처하고 작위가 박탈되었다.
원수 3년(기원전 120년), 소경이 찬후(酇侯)에 봉해짐으로써 가문을 이었다.

## 출전
- 사마천, 《사기》 권18 고조공신후자연표
- 반고, 《한서》 권19하 백관공경표 下

| 전임 장흔 | 전한의 봉상 기원전 150년 ~ 기원전 147년? | 후임 극창 |

| 선대 아버지 무양유후 소가 | 전한의 무양후 기원전 148년 ~ 기원전 127년 | 후대 (봉국 폐지) |